# ФК Мацумото јамага
Мацумото јамага (јап. 松本山雅FC) јапански је фудбалски клуб из Мацумотоа.

## Име
- ФК Јамага (јап. 山雅サッカークラブ, 1965—2004)
- ФК Мацумото јамага (јап. 松本山雅FC, 2005—)

## Успеси
Првенство
- Фудбалска друга лига Хокушинецуа: 2005.
- Фудбалска лига Хокушинецуа: 1985, 2007.
- Џеј 2 лига: 2018.

Куп
- Сениорско фудбалско првенство Јапана: 2009.